# Lanicides fascia
Lanicides fascia är en ringmaskart som beskrevs av Anne D. Hutchings och Glasby 1988. Lanicides fascia ingår i släktet Lanicides och familjen Terebellidae. Inga underarter finns listade i Catalogue of Life.